# Abel Goumba
Abel Nguéndé Goumba (Grimari, 18 settembre 1926 – Bangui, 11 maggio 2009) è stato un politico centrafricano.
È stato Primo ministro della Repubblica Centrafricana dal marzo al dicembre 2003.
Dal dicembre 2003 al marzo 2005 è stato Vice-Presidente della Repubblica Centrafricana con François Bozizé alla presidenza.
Ha ricoperto la carica di primo ministro dell'Ubangi-Sciari, quando la Repubblica Centrafricana non era indipendente, ma sotto controllo della Francia, dal marzo all'aprile 1959.
Ha concorso senza successi per quattro volte alle elezioni presidenziali (1981, 1993, 1999 e 2005).